# Нико Макбрейн
Майкъл Хенри Макбрейн (на английски: Michael Henry McBrain, роден на 5 юни 1952 г. в квартал Хакни, Лондон, Англия) е барабанист на британската хевиметъл група Айрън Мейдън. Прякорът „Нико“ е останал от детството, когато любимата му играчка бил мечката Никълъс. За това родителите му започнали да го наричат „Ники“. Години след това Майкъл имал среща с мениджър от CBS Records. На нея той бил представен от Били Дей като „Моят италиански барабанист – Името му е Нико“. Майкъл харесал прякора и оттогава го използва като сценично име.
През 70-те Нико участва в няколко албума на Пат Трейвърс, а в периода 1975 – 76 свири в „Стрийтуокърс“. В началото на 80-те свири за кратко с групата на „Маккити“. По време на турне на групата в Белгия, Нико се запознал с басиста на Айрън Мейдън Стийв Харис. С групата си „Тръст“ подгрявал „Айрън Мейдън“ на турнето след Killers, a през 1983 г. се присъединил към групата и записали албумът „Piece of Mind“. След присъединяването си към групата Нико е сочен за един от най-влиятелните барабанисти.

## Iron Maiden
Първият текст, който Нико пише за „Айрън Мейдън“, е „New Frontier“ от албумът „Dance of Death“ (2003). Нико твърди, че е написал и парче за албума „A Matter of Life and Death“, но тъй като се срещнал твърде късно с останалите членове на групата, нямало място за неговата песен.
Той е заснел и няколко кратки филмчета за групата, качени на официалния сайт на групата. Освен това поддържа и дневник на групата по време на турнета и го публикува в сайта на „Айрън Мейдън“.
Неговото присъствие е осезаемо още от първия албум, в който участва. За разлика от повечето барабанисти Нико не използва два бас барабана или двоен педал, тъй като ги счита за „прекалено сложни“ и „не-барабанистки“. Вместо тях той има много бърза техника, използвайки само един бас барабан. Единствената песен, която е записал с двоен педал, е „Face in the Sand“ от албума „Dance of Death“. След записа казал, че това е едно от най-трудните неща, които е свирил и поради тази причина парчето не е включено в сет листа за турнето Dance of Death.

## Екипировка
Нико използва барабани „Премиър“ и чинели „Пейст“. Преди тях, дълго време е свирел на немските „Зонор“, но в началото на 90-те ги замества с „Премиър“.

## Вяра
Нико променя вярата си към християнството през 1999 г., след една случка в Испанската църква близо до дома си във Флорида. Жена му Ребека, която е християнка, се молела за него и на влизане в църквата, Нико осъзнал, че плаче, тъй като усетил „зов“. Историята разказва, че „зовът“ бил: "Седях и мислех „Не съм пил снощи… тогава защо не мога да се изправя“.

## Любопитно
- Нико е много добър играч на голф.
- Има принос в текстовете в No More Lies.
- Мениджър е на Нюйоркската метъл група Voices of Extreme (V.O.X.).
- Нико се е появявал като гост в детското телевизионно предаване Sooty and Sweep.
- На 22 март 2007 г. шофьорската книжка на Нико е отнета за шест месеца, а той е глобен с 2500, след като е карал с превишена скорост. Заловен е да кара със 116 мили в час и в съда пледира виновен с писмо, тъй като по същото време е на турне.

## Дискография

### С Пат Трейвърс
- Making Magic (1977)
- Putting it Straight (1977)

### С „Тръст“
- Marche ou Creve (Original French Release) Savage (English Language Version) (1981)

### С „Айрън Мейдън“
- Piece of Mind (1983)
- Powerslave (1984)
- Live After Death (1985)
- Somewhere in Time (1986)
- Seventh Son of a Seventh Son (1988)
- No Prayer for the Dying (1990)
- Fear of the Dark (1992)
- Live at Donington (1992)
- A Real Live One (1993)
- A Real Dead One (1993)
- The X Factor (1995)
- Virtual XI (1998)
- Brave New World (2000)
- Rock in Rio (2002)
- Dance of Death (2003)
- Death on the Road (2005)
- A Matter of Life and Death (2006)
- Flight 666 (soundtrack) (2008)
- En Vivo (2012)
- The Final Frontier (2010)
- The Book of Souls (2015)
- Senjutsu (2021)

|  | Тази страница частично или изцяло представлява превод на страницата Nicko McBrain в Уикипедия на английски. Оригиналният текст, както и този превод, са защитени от Лиценза „Криейтив Комънс – Признание – Споделяне на споделеното“, а за съдържание, създадено преди юни 2009 година – от Лиценза за свободна документация на ГНУ. Прегледайте историята на редакциите на оригиналната страница, както и на преводната страница, за да видите списъка на съавторите. ВАЖНО: Този шаблон се отнася единствено до авторските права върху съдържанието на статията. Добавянето му не отменя изискването да се посочват конкретни източници на твърденията, които да бъдат благонадеждни. |

1. ↑  www.discogs.com
2. ↑  www.redbubble.com